# 1-es busz (Nyíregyháza)
A nyíregyházi 1-es buszjárat az Autóbusz-állomás és a Repülőtér között közlekedik. Állomásainak száma a Repülőtér irányába 10, az Autóbusz-állomás irányába pedig 11. Csak hétköznap közlekedik,napi 4 járatpár . A vonalat a Volánbusz üzemelteti.

## Járművek
A vonalon Solaris Urbino 12 és MAN Lion’s City járművek közlekednek.

## Megállóhelyei
| 0  | Autóbusz-Állomás végállomás | 16 | 1A, 2, 3A, 4, 4Y, 22, 30A, H30, H31, H35, H40, 90, 91, 96                                 |
| 2  | Behlen Gábor utca 58.       | ∫  | 1A, 2, 3, 4, 4Y, 14, 14F, 20, 21, 22, 24, 25, 25A, 27, 29, 30, H30, H32, H40, 93, 95, 95L |
| ∫  | Konzervgyár                 | 14 | 1A, 2, 3, 4, 4Y, 14, 14F, 20, 21, 22, 24, 25, 25A, 27, 29, 30, H30, H32, H40, 93, 95, 95L |
| 4  | Új utca                     | 13 | 1A, 12                                                                                    |
| 6  | Egyház utca                 | ∫  | 1A, 8, 8A, 8E, 10, 10J, 10Y, 11, 11Y, 12, H40, 90E                                        |
| ∫  | Kelet áruház                | 11 | 1A, 8, 8A, 8E, 10, 10J, 10Y, 12, H40, 90E                                                 |
| 8  | Búza tér                    | 8  | 1A, 2, 3, 4, 4Y, 9, 12, 14, 14F, 17, 19, 20, 21, 22, 27, 30, 49, 49B, H32, H40, 92        |
| ∫  | Rákoczi utca 50.            | 6  | 1A, 2, 3, 4, 4Y, 9, 12, 14, 14F, 17, 19, 20, 21, 22, 27, 30, 49, 49B, H32, H40, 92        |
| 10 | Rákoczi utca 69.            | 5  | 1A                                                                                        |
| 11 | Rákoczi utca 102.           | 4  | 1A                                                                                        |
| 13 | Kopogó utca                 | 2  |                                                                                           |
| 14 | Repülőtéri bejárati út      | 1  |                                                                                           |
| 15 | Repülőtér végállomás        | 0  |                                                                                           |